# Ninenzaka

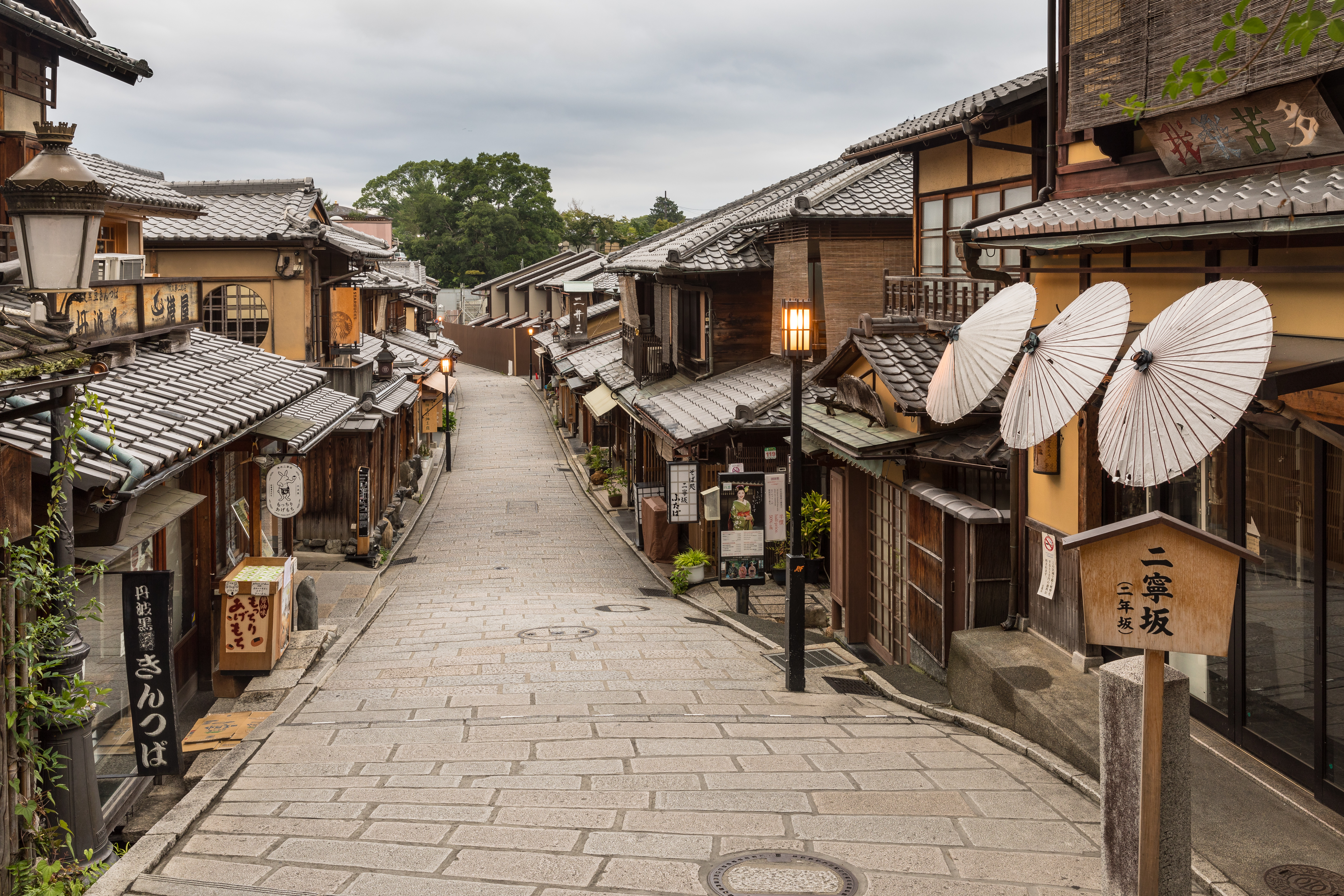
Con đường vào một buổi sáng sớm năm 2019

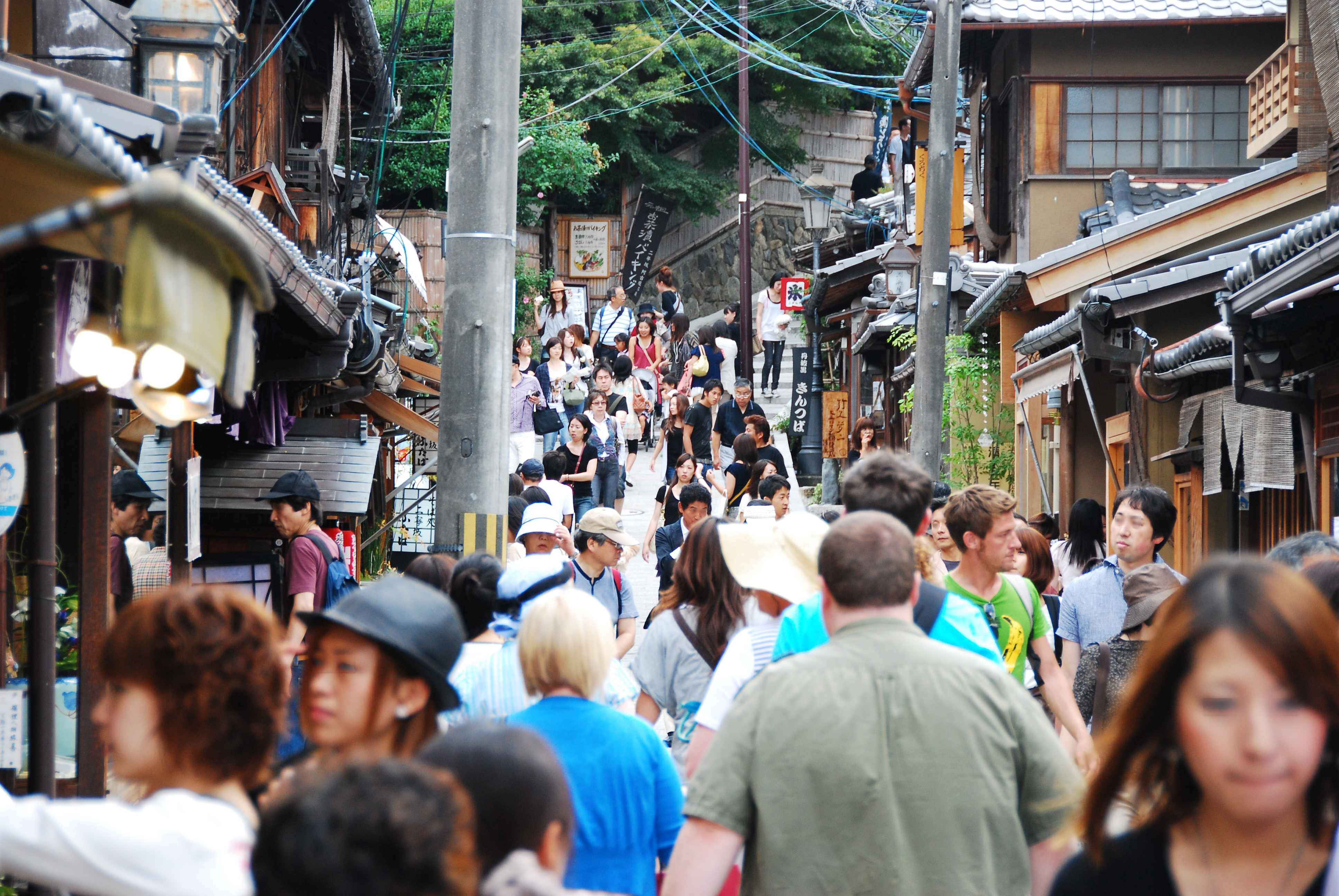
Con đường năm 2009

Ninenzaka hay Ninen-zaka, là một con đường lát đá dành cho người đi bộ, con đường là điểm thu hút khách du lịch ở Higashiyama-ku, Kyoto, Nhật Bản. Con đường chạy dọc các tòa nhà và cửa hàng truyền thống, nó liên kết với con đường lát đá Sannenzaka.
Có một quán cà phê Starbucks trong một ngôi nhà phố cổ hai thế kỷ của Nhật Bản dọc theo Ninenzaka.